# 20 juni
20 juni är den 171:a dagen på året i den gregorianska kalendern (172:a under skottår). Det återstår 194 dagar av året.

## Namnsdagar

### I den svenska almanackan
- Nuvarande – Linda
- Föregående i bokstavsordning
  - Flora – Namnet infördes på dagens datum 1901, men utgick 1993.
  - Florence – Namnet infördes på dagens datum 1986. 1993 flyttades det till 3 april och utgick 2001.
  - Florentin – Namnet fanns, till minne av en abbedissa i Sevilla från 600-talet, fram till 1901, då det utgick. 1986 återinfördes det på dagens datum, men utgick återigen 1993. Abbedissan hette egentligen Florentina, men kallades i gamla svenska kalendrar för Florentia, vilket förvanskades till mansnamnet Florentin.
  - Linda – Namnet infördes 1986 på 3 december, men flyttades 1993 till dagens datum och har funnits där sedan dess.
  - Linn – Namnet infördes 1986 på 13 maj. 1993 flyttades det till dagens datum, men återfördes 2001 till 13 maj.
- Föregående i kronologisk ordning
  - Före 1901 – Florentin
  - 1901–1985 – Flora
  - 1986–1992 – Flora, Florence och Florentin
  - 1993–2000 – Linda och Linn
  - Från 2001 – Linda
- Källor
  - Brylla, Eva (red.): Namnlängdsboken, Norstedts ordbok, Stockholm, 2000. ISBN 91-7227-204-X
  - af Klintberg, Bengt: Namnen i almanackan, Norstedts ordbok, Stockholm, 2001. ISBN 91-7227-292-9

### Finlandssvenska almanackan
- Nuvarande från 2005[1] – Inga, Ingalill
- I föregående revideringar[a][2]
  - 1929–1949 – Inge, Inga
  - 1950–2004 – Inga

## Händelser
- 451 – En armé bestående av västromerska soldater och germaner, ledd av den västromerske generalen Aëtius, besegrar en hunnerhär under Attila i slaget vid Katalauniska fälten, troligen vid Châlons-en-Champagne i nuvarande Frankrike. Detta blir en av de sista militäraktionerna i det västromerska riket (innan det går under 25 år senare), men blir strategiskt viktig för romarna, eftersom det förhindrar hunnernas erövring av Gallien och uppskjuter Västroms fall med en kvarts sekel.
- 1359 – Den svenske tronpretendenten Erik Magnusson, som sedan 1356 har varit svensk kung i opposition mot sin far Magnus Eriksson, avlider i pesten, endast 20 år gammal. Ett halvår senare avlider även hans jämnåriga hustru Beatrix av Bayern och deras nyfödde son Erik. I och med dessa dödsfall tar det svenska inbördeskrig, som sedan 1356 har rasat om kungamakten, slut och hela kungamakten återgår i kung Magnus händer. Han behåller den oomstridd fram till 1362, då hans yngre son Håkan, som är kung av Norge, gör uppror mot honom.
- 1667 – Sedan Alexander VII har avlidit den 22 maj väljs Giulio Rospigliosi till påve och tar namnet Clemens IX.
- 1789 – Det franska tredje ståndet, som den 17 juni under Honoré Gabriel Riqueti de Mirabeaus ledning har börjat kalla sig Frankrikes nationalförsamling, finner sig utelåst från generalständernas möte i Versailles, som på kung Ludvig XVI:s initiativ har inletts den 1 maj, för att lösa Frankrikes ekonomiska problem. Då de fruktar att kungen ska köra över generalständerna, samlas ståndets 577 ledamöter i ett intilliggande bollhus (ämnat för spelet jeu de paume, som är dåtidens motsvarighet till tennis), där de svär en enhetlig och högtidlig ed att ”inte skingras och återsamlas var än omständigheterna kräver, tills man har givit kungariket en konstitution”. En enda ledamot (Joseph Martin-Dauch) vägrar svära eden, eftersom han vägrar utföra någon politisk handling, som inte har blivit sanktionerad av kungen. I övrigt är detta första gången som franska medborgare står i opposition mot kung Ludvig XVI och därmed räknas eden som en revolutionär handling och kan därmed ses som inledningen på franska revolutionen. Eftersom eden också tvingar kungen att acceptera att den politiska makten ska utgå från folket snarare än från kungamakten, blir han också tvungen att förmå präste- och adelsstånden att gå med i Nationalförsamlingen.
- 1791 – Den franska kungafamiljen (Ludvig XVI och Marie-Antoinette och deras barn samt kungens syster Élisabeth), som sedan hösten 1789 har levt i husarrest i Tuilerierna i Paris, gör ett försök att under natten till den 21 juni fly från Paris och ta sig mot Tyskland, för att därifrån ta sig vidare till drottningens habsburgska familj i den österrikiska huvudstaden Wien. Flykten är till största delen organiserad av drottningens svenske älskare, greve Axel von Fersen och under natten och morgonen når man nästan fram till gränsen. I Varennes blir sällskapet dock igenkänt och arresterat. De förs tillbaka till Paris och på vägen får de ta emot många uppretade glåpord, medan huvudstadens innevånare möter dem med absolut tystnad. Händelsen påskyndar kungens avsättning i september samma år och 1793 blir både han och drottningen avrättade. Axel von Fersen har ridit i förväg och undkommer därför arresteringen.
- 1810 – Den svenske riksmarskalken Axel von Fersen blir under den svenske kronprinsen Karl Augusts begravning i Stockholm dödad av en uppretad folkmassa. Ungefär fyra månader efter sin ankomst till Sverige i januari samma år har den ursprungligen danske prinsen Karl August den 28 maj, under en exercisövning på Kvidinge hed i Skåne, drabbats av slaganfall och avlidit. Dödsorsaken är vid denna tid dock ännu okänd och alltfler misstankar faller på Axel von Fersen, eftersom man tror att denne genom förgiftning har velat röja undan Karl August, för att istället insätta den 1809 avsatte kung Gustav IV Adolfs son Gustav som svensk tronföljare. Under begravningståget genom den svenska huvudstaden börjar folkmassan först kasta stenar och andra tillhyggen på von Fersens vagn, och så småningom tvingas han ut ur vagnen. Det görs vissa försök att hjälpa honom, men slutligen blir han misshandlad till döds av den uppretade folkmassan. Svea livgarde, som vanligt stationerat på slottet, får inte order att ingripa. När man senare konstaterar att orsaken till kronprinsens död är slaganfall och att von Fersen är oskyldig till giftmord, får han i december samma år en hedersbegravning, men hans syster Sophie Piper tvingas, innan dödsorsaken är känd, leva under kungligt beskydd på Vaxholms fästning.
- 1837 – Den brittiske kungen Vilhelm IV avlider utan egna arvingar. Hans brorsdotter Viktoria står dock närmast i tur till tronen och har därför sedan hans trontillträde 1830 varit tronföljare. Hennes mor Viktoria av Sachsen-Coburg-Saalfeld och hennes närmast förtrogne, sir John Conroy har försökt pressa henne att ge dem mera makt och i händelse, att Viktoria ännu inte skulle ha fyllt 18 år vid sitt trontillträde skulle de ha lett hennes förmyndarstyrelse, med makt att överflytta en del makt till sig själva. Viktoria har emellertid fyllt 18 år en knapp månad före trontillträdet (24 maj) och modern och Conroy blir därmed bortmanövrerade från makten.
- 1863 – West Virginia upptas som den 35:e delstaten i den amerikanska unionen. Området har tidigare varit en del av delstaten Virginia, men när denna har utträtt ur USA vid amerikanska inbördeskrigets utbrott 1861 har 48 nordvästliga countyn valt att utträda ur Virginia och förbli lojala mot unionen, eftersom dessa har en ekonomi baserad på småjordbruk, snarare än slavarbete. Efter krigets slut återbördas sydstaterna en efter en till unionen, men West Virginia förblir en egen delstat, skild från Virginia.
- 1944 – Slaget om Filippinska sjön, som inleddes dagen före, avslutas med amerikansk seger över japanerna. Detta blir det femte och sista sjöslaget mellan hangarfartyg under Stillahavskriget och en viktig amerikansk seger i invasionen av Marianeröarna, eftersom den medför, att den japanska flottan inte längre kan utföra sådana stora hangarfartygsaktioner under resten av andra världskriget.
- 1960 – Malifederationen, som året före har bildats av de franska kolonierna Senegal och Franska Sudan, uppnår full självständighet från moderlandet Frankrike.[3] När federationen bildades blev den en republik inom det franska samväldet, men nu lämnar man alltså helt kontakterna med Frankrike. Federationen upplöses dock redan i augusti samma år, då Senegal lämnar den och i september omformas återstoden till att bilda republiken Mali.
- 2010 – Afghanistan National Institute of Music grundas i Kabul i Afghanistan av Ahmad Naser Sarmast.

## Födda
- 1566 – Sigismund, kung av Polen från 1587 och av Sverige 1592–1599
- 1583 – Jakob De la Gardie, svensk greve och fältherre, Sveriges riksmarsk 1620-1652
- 1583 – Ture Sparre (1593–1664), svensk friherre, lagman, riksråd och den första landshövdingen i Västmanlands län
- 1615 – Salvator Rosa, italiensk barockmålare, -poet och -gravör
- 1756 – Joseph Martin Kraus, tysk-svensk tonsättare och hovkapellmästare
- 1760 – Richard Wellesley, brittisk militär och statsman, Storbritanniens utrikesminister 1809–1812
- 1819 – Jakob Levy Eberst, tysk-fransk kompositör med artistnamnet Jacques Offenbach
- 1824 – John Tyler Morgan, amerikansk general och politiker, senator för Alabama 1877-1907
- 1830 – Carl Pettersson, född i Västerås, svensk kyrkoherde och riksdagsman
- 1844 – Francis E. Warren, amerikansk republikansk politiker, guvernör i Wyoming 1885–1886 och 1889–1890 samt senator för samma delstat 1890–1893 och 1895-1929
- 1852 – N. P. Wetterlund, svensk präst och författare
- 1861 – Frederick Hopkins, brittisk biokemist, mottagare av Nobelpriset i fysiologi eller medicin 1929
- 1864 – Carl Gunderson, amerikansk republikansk politiker, guvernör i South Dakota 1925–1927
- 1887 – Kurt Schwitters, tysk konstnär och poet
- 1889 – Elsa Textorius, svensk skådespelare
- 1899 – Jean Moulin, fransk motståndsman under andra världskriget
- 1905
  - Lillian Hellman, amerikansk dramatiker och pjäsförfattare
  - Åke Ohberg, svensk skådespelare, regissör, producent och sångare
- 1906 – Catherine Cookson, brittisk författare
- 1909 – Errol Flynn, australisk-amerikansk skådespelare
- 1924 – Audie Murphy, amerikansk krigshjälte och skådespelare
- 1926 – Lee S. Dreyfus, amerikansk republikansk politiker samt medie- och kommunikationsvetare, guvernör i Wisconsin 1979–1983
- 1928
  - Martin Landau, amerikansk skådespelare
  - Jean-Marie Le Pen, fransk högerextremistisk politiker, partiledare för Front National 1972–2011
- 1929 – Bonnie Bartlett, amerikansk skådespelare
- 1931
  - Olympia Dukakis, amerikansk skådespelare
  - Ingemar Simonsson, svensk präst och debattör
- 1940 – John Mahoney, brittisk-amerikansk skådespelare
- 1941 – Stephen Frears, brittisk regissör
- 1942 – Brian Wilson, amerikansk sångare och kompositör, medlem i gruppen The Beach Boys
- 1943 – Eva Rydberg, svensk sångare, skådespelare, komiker och dansare
- 1944 – Suzanne Osten, svensk dramatiker, regissör och professor
- 1948 – Anders Granström, svensk skådespelare, manusförfattare och producent
- 1949 – Lionel Richie, amerikansk sångare och låtskrivare
- 1951 – Anne Halling, norsk författare och översättare med pseudonymen Mari Osmundsen
- 1952 – John Goodman, amerikansk skådespelare
- 1954
  - Ilan Ramon, israelisk astronaut
  - Michael Anthony, amerikansk basist, medlem i gruppen Van Halen
- 1955 – George Radanovich, amerikansk republikansk politiker, kongressledamot 1995–2011
- 1956 – Phil English, amerikansk republikansk politiker, kongressledamot 1995–2009
- 1957 – Carina Rabe svensk författare
- 1959 – Van Hilleary, amerikansk republikansk politiker, kongressledamot 1995–2003
- 1960
  - Adam Schiff, amerikansk demokratisk politiker, kongressledamot 2001–
  - John Taylor, brittisk musiker, basist i gruppen Duran Duran
- 1961 – Kajsa Grytt, svensk sångare, musiker och låtskrivare, medlem i grupperna Tant Strul och Kajsa och Malena
- 1967 – Nicole Kidman, australisk-amerikansk skådespelare
- 1968 – Robert Rodríguez, amerikansk filmregissör, manusförfattare, filmproducent och musiker
- 1970
  - Anneli Magnusson, svensk sångare med artistnamnet Pandora
  - Andrea Nahles, tysk socialdemokratisk politiker
- 1971 – Jeordie White, amerikansk basist och gitarrist med artistnamnet Twiggy Ramirez, medlem i gruppen Marilyn Manson
- 1975
  - Josef Säterhagen, svensk skådespelare
  - Özz Nûjen, svensk-kurdisk ståuppkomiker, manusförfattare, programledare och skådespelare
- 1976
  - Astrid Kakuli, svensk dansare, koreograf och skådespelare
  - Erik Zsiga, svensk journalist och debattör
- 1976 – Juliano Belletti, brasiliansk fotbollsspelare
- 1978 – Frank Lampard, brittisk fotbollsspelare
- 1985 – Nooshi Dadgostar, svensk politiker, partiledare för Vänsterpartiet 2020–
- 1987 – Samir Nasri, fransk fotbollsspelare

## Avlidna
- 538 – Silverius, påve
- 840 – Ludvig den fromme, kung av Frankerriket och romersk kejsare
- 1359 – Erik Magnusson, kung av Sverige
- 1597 – Willem Barents, nederländsk upptäcktsresande
- 1792 – Nils Adam Bielke, svensk greve och riksråd
- 1810 – Axel von Fersen, svensk greve och riksmarskalk samt älskare till den franska drottningen Marie-Antoinette
- 1818 – Hedvig Elisabet Charlotta av Holstein-Gottorp, Sveriges drottning och Norges drottning
- 1827 – Thomas Worthington, amerikansk demokratisk-republikansk politiker, senator för Ohio samt guvernör i samma delstat
- 1828 – Thomas Mann Randolph, amerikansk demokratisk-republikansk politiker, kongressledamot och guvernör i Virginia
- 1836 – Emmanuel Joseph Sieyès, fransk revolutionspolitiker och präst
- 1837 – Vilhelm IV, kung av Storbritannien
- 1870 – Jules Huot de Goncourt, fransk skriftställare
- 1874 – John Ruggles, amerikansk uppfinnare, jurist och demokratisk politiker, senator för Maine
- 1894 – Bishop W. Perkins, amerikansk republikansk politiker, senator för Kansas
- 1897 – Japetus Steenstrup, dansk zoolog, geolog och professor
- 1906 – Ernst Schultz, dansk friidrottare, fabrikör och bokhållare
- 1933 – Clara Zetkin, tysk kommunist och kvinnorättskämpe, initiativtagare till Internationella kvinnodagen
- 1940 – Jehan Alain, fransk organist och kompositör
- 1947
  - Howard Gore, amerikansk republikansk politiker, USA:s jordbruksminister
  - Bugsy Siegel, amerikansk brottsling
- 1955 – Junius Marion Futrell, amerikansk demokratisk politiker och jurist, guvernör i Arkansas
- 1958 – Kurt Alder, tysk kemist, mottagare av Nobelpriset i kemi 1950
- 1969 – Rudolf Schwarzkogler, österrikisk konstnär inom body art och performance
- 1974 – Andrew W. Hockenhull, amerikansk demokratisk politiker, guvernör i New Mexico
- 1980 – Algot Larsson, svensk skådespelare
- 1981 – Pee Wee Erwin, amerikansk jazztrumpetare
- 1991 – Michael Westphal, tysk tennisspelare
- 1995 – E.M. Cioran, rumänsk filosof och essäist
- 1997 – John Akii-Bua, ugandisk friidrottare
- 2002 – Ole-Johan Dahl, norsk datavetare, pionjär inom objektorienterad programmering och skapare av programspråket Simula
- 2005 – Jack S. Kilby, amerikansk fysiker, mottagare av Nobelpriset i fysik 2000
- 2009 – Colin Bean, brittisk skådespelare
- 2011 – Ryan Dunn, amerikansk skådespelare
- 2012 – Judy Agnew, amerikansk politikerhustru, gift med USA:s vicepresident Spiro Agnew
- 2013 – Ingvar Rydell, fotbollsspelare, VM-brons 1950 och OS-brons 1952
- 2014 – Rohdi Heintz, svensk modeskapare
- 2022 – Sture Allén, 93, professor i språkvetenskaplig databehandling vid Göteborgs universitet, ledamot av Svenska Akademien, dess ständige sekreterare
- 2024 – Donald Sutherland, kanadensisk skådespelare